# Körösújfalu
Körösújfalu là một thị trấn thuộc hạt Békés, Hungary. Thị trấn này có diện tích 25,3 km², dân số năm 2010 là 577 người, mật độ 23 người/km².